# Estación de Weymouth
La estación de ferrocarril de Weymouth (en inglés: Weymouth railway station) es una estación ferroviaria ubicada en la ciudad de Weymouth, Dorset, Inglaterra. Fue abierta el 16 de octubre de 1865. La estación es la terminal de la South Western Main Line y de la Heart of Wessex Line. Es una estructura relativamente moderna, habiendo sido reconstruida en 1986; en sus últimos años, la vieja estación se había quedado exageradamente grande en relación con el modesto tráfico que soportaba.
- Datos: Q2573733
- Multimedia: Weymouth railway station / Q2573733